# Cassano Valcuvia
Cassano Valcuvia är en ort och kommun i provinsen Varese i regionen Lombardiet i Italien. Kommunen hade 671 invånare (2018).